# Communication Breakdown
Communication Breakdown, sång  från 1969 av Led Zeppelin på musikalbumet Led Zeppelin. Troligtvis var låten ett av de första samarbetet mellan Page och Plant. Låten finns med tre gånger på Led Zeppelins liveskiva BBC Sessions.